# Kazlų Rūdos savivaldybė
Kazlų Rūdos savivaldybė är en kommun i Litauen.   Den ligger i länet Marijampolė län, i den centrala delen av landet, 110 km väster om huvudstaden Vilnius. Antalet invånare är 12 638. Arean är 555 kvadratkilometer.
Terrängen i Kazlų Rūdos savivaldybė är platt.
Följande samhällen finns i Kazlų Rūdos savivaldybė:
- Kazlų Rūda